# 特罗斯坦农村居民点
特罗斯坦农村居民点（俄语：Тростанское сельское поселение）是俄罗斯联邦布良斯克州新济布科夫区所属的一个农村居民点。其下辖有6个居民点，行政中心为特罗斯坦。据2015年统计，该农村居民点的人口为1970人。